# Symplecis leucostoma
Symplecis leucostoma är en stekelart som först beskrevs av Forster 1871.  Symplecis leucostoma ingår i släktet Symplecis och familjen brokparasitsteklar. Inga underarter finns listade i Catalogue of Life.